# Bofink
Bofink (Fringilla coelebs) är en liten tätting som tillhör familjen finkar. Den är mycket talrik i Europa.

## Utseende, fältkännetecken och läte
Bofinken är stor som en gråsparv, men slankare och med längre stjärt. Den mäter 14–16 cm, har ett vingspann på 25–29 cm och en vikt på ungefär 20 gram. Den har en kort, tjock och konisk näbb, på vilken näsborrarna sitter närmare näbbryggen än käkkanterna. Den adulta hanen skiljer sig från honan på att pannan är svart vid näbbroten och den övriga delen av huvudet är gråblått, utom kinderna, som är rödbruna. Den rödbruna färgen sträcker sig också ned på hals och bröst, där honan istället är mattare färgad i gråbrunt. Bofinken utmärker sig i flykten genom sina dubbla vita vingband och de yttre stjärtpennornas vita fält, som kontrasterar mot den i övrigt mörka stjärten. Även på icke flygande fåglar är de båda vingbanden framträdande.
Då bofinken rör sig på marken nickar den rytmiskt på huvudet och den flyger i kraftfulla bågar. Bofinken är en ganska orädd fågel.

### Läte
Ljudexempel (fil)
Från mars månad sjunger den högt och genomträngande med sin omisskännliga slutmelodi, ungefär som tsitsitsitsjatsjatsoritiu-tsip eller tsiptsiptsip. Lövsångarens sång liknar bofinkens, men är tydligt svagare, och utan drill i slutet. Bofinkens lockläte är ett högljutt fink, fink. Dess flygläte är ett dämpat jupp. Förutom locklätet fink finns även i vissa trakter ett hyitt eller rrhy som kallas "regnsång". Detta läte kan fungera som lockläte, varningsläte eller revirläte.
I olika områden förekommer olika läten, så kallade regionala dialekter. Juvenilen lär sig att sjunga under den första våren genom att härma sina artfränder. De melodier som de lär sig på det sättet sjunger de sedan under resten av livet.

## Utbredning och systematik
Bofinken tillhör familjen finkar där den ingår i det lilla släktet Fringilla tillsammans med bland andra bergfinken (Fringilla montifringilla). Den återfinns från granskogs- eller lägre delen av tallskogsregionen i Lappland, ned till södra Europa och vidare in i västra Asien. Delar av världspopulationen är flyttfåglar och många övervintrar i södra Europa och norra Afrika. Särskilt honan med sina årsungar lämnar häckningsområdet på vintern, medan äldre bofinkshanar i större utsträckning övervintrar i sitt revir. Andra populationer är stannfåglar eller strykfåglar. Bofinken har introducerats till Nya Zeeland, där den förekommer på både Nord- och Sydön.
Bestånden i nordvästra Afrika, Kanarieöarna, Azorerna och Madeira inkluderades traditionellt i arten, men urskiljs efter studier som de egna arterna afrikansk bofink (F. spodiogenys), kanariebofink (F. canariensis), azorbofink (F. moreletti) och madeirabofink (F. maderensis).

### Underarter
Nedanstående lista med sju underarter följer bland annat International Ornithological Congress och BirdLife Sverige som kategoriserar populationerna i nordvästra Afrika och i Makaronesien som egna arter.
- Fringilla coelebs gengleri Kleinschmidt, 1909 – häckar på Brittiska öarna, Yttre Hebriderna och Orkneyöarna
- Fringilla coelebs coelebs Stresemann, 1925 (inklusive schiebeli och balearica) – häckar från kontinentala Europa till centrala Asien, västra och norra Turkiet, centrala och östra Kaukasus och nordvästra Iran
- Fringilla coelebs solomkoi Menzbier & Sushkin, 1913, inkl. caucasica Serebrowski, 1925 – häckar på Krimhalvön och i sydvästra Kaukasus
- Fringilla coelebs sarda Rapine, 1925 – häckar på Sardinien
- Fringilla coelebs syriaca Harrison, 1945 – häckar på Cypern samt från sydöstra Turkiet till norra Irak och Jordanien
- Fringilla coelebs alexandrovi Zarudny, 1916 – häckar i norra Iran
- Fringilla coelebs transcaspica Zarudny, 1916 – häckar i nordöstra Iran och sydvästra Turkmenistan

## Ekologi

### Biotop

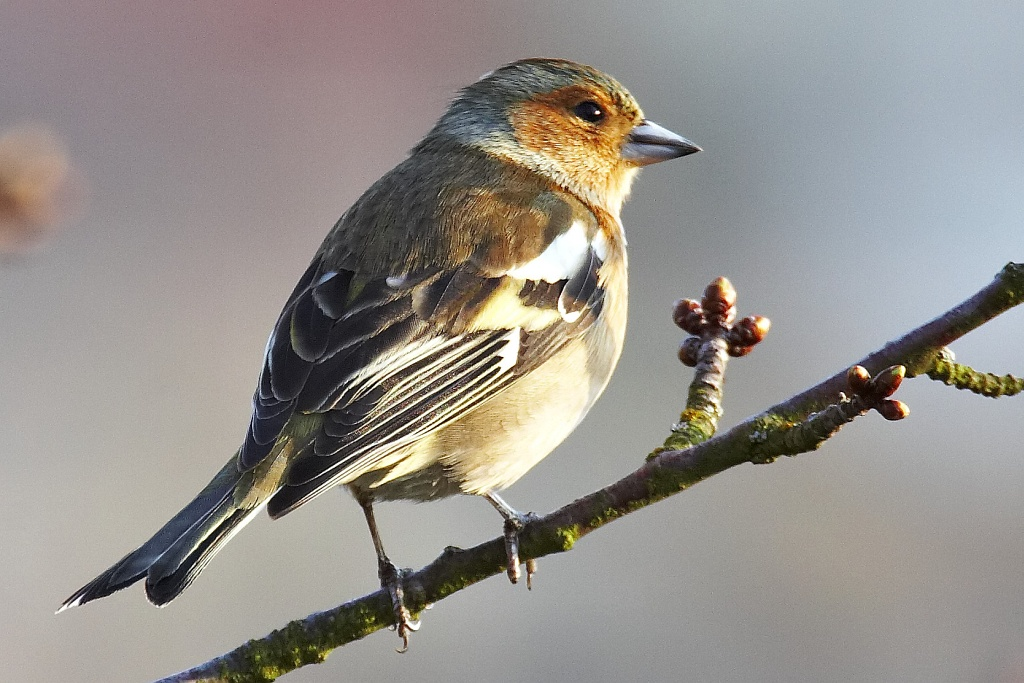
Adult hane

Bofinken förekommer i skogsbiotoper, trädgårdar och parker, men även i bergsområden upp till ungefär 1500 meters höjd. På våren markerar hanen sitt häckningsrevir genom ljudlig sång. Det omsorgsfullt byggda redet är tjockt och skålformigt och består av rötter, barkbitar, strån, mossa och lavar. Det fodras invändigt med hår och enstaka fjädrar. Redet byggs oftast på en höjd av två till tio meter, på buskar eller högt i träden i en grenklyka, och väl maskerat med mossa och lav.

### Häckning och revirbeteende

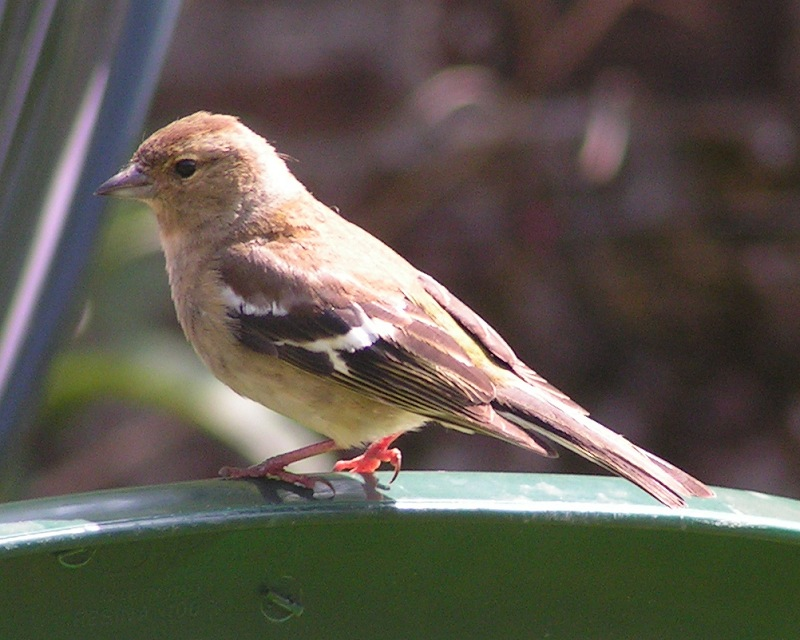
Adult hona

Bofinkhonan lägger vanligtvis två kullar om året men under varma somrar förekommer det att de lägger än fler kullar. Honan lägger tre till sex ljusbruna eller blåaktigt vita ägg per kull. Äggen kan vara rätt olikfärgade från bo till bo, de är dock alltid tecknade med röd- till mörkbruna fläckar och fina streck. Vid fara döljer sig honan i redet genom att huka sig så djupt som möjligt. Äggen ruvas i tretton till fjorton dagar av honan. Efter att äggen kläckts utfodras ungarna av båda föräldrarna. Efter ytterligare cirka fjorton dagar lämnar juvenilerna boet. Den första kullen läggs strax efter lövsprickningen, den andra vid midsommartid. Under häckningen accepterar paret inte gärna någon annan bofinksindivid i närheten av boet.
Hanarna tävlar med varandra i sång, och kämpar även undantagsvis med både näbb och klor för att lösa revirtvister.

### Föda
Bofinkens föda består av bär, insekter och frön av alla sorter. Med sin kraftiga näbb kan den utan större ansträngning lösgöra fröna ur de fasta skalen. Ungarna utfodras med insekter och larver.

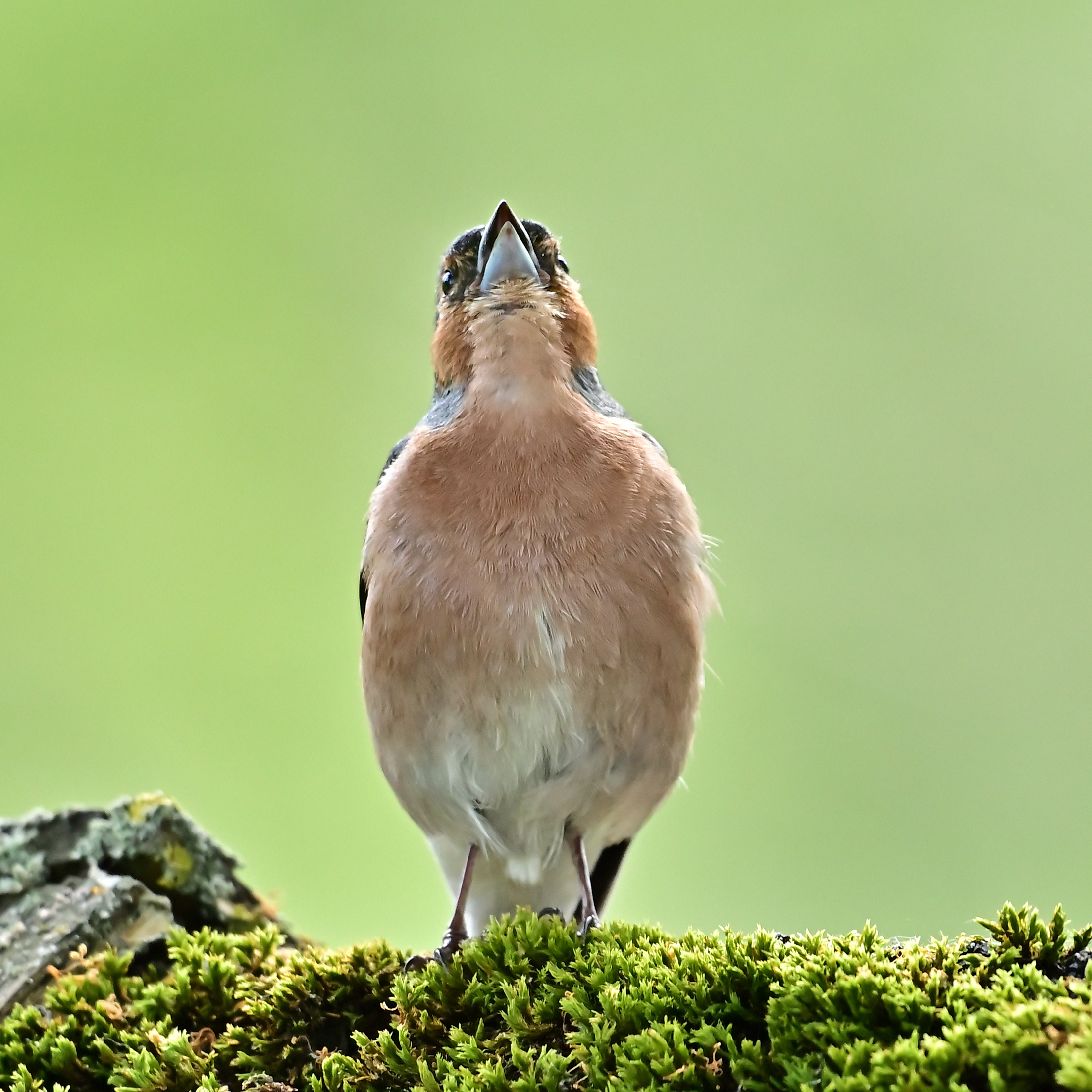
Sjungande Bofink

## Bofinken och människan

### Status och hot
Bofinken har ett stort utbredningsområde, uppskattat till sju miljoner kvadratkilometer, och en stor global population som uppskattas till 530–767 miljoner adulta individer, varav 371–537 miljoner i Europa. Populationstrenden är något positiv, och utifrån dessa faktorer bedöms den inte som hotad av IUCN och kategoriseras som livskraftig (LC). Bofinken är mycket vanlig i Europa och den talrikaste finken i Västeuropa.[källa behövs]

#### Status i Sverige
Tillsammans med lövsångaren är bofinken Sveriges vanligaste fågelart. Antalet par i Sverige uppskattades 2018 till cirka 8,3 miljoner.

### Namn
Det svenska trivialnamnet bofink härstammar från medellågtyskans Bokvink(e) eller av danska bogfinke, med betydelsen ’bokfink’.
Bofinken har haft många dialektala namn i svenskan, exempelvis kvint i Värmland, risstackfågel i Dalarna, tvint i Norrbotten och vitt-ilt i Härjedalen. Från 1800-talet finns ett antal källor som anger dialektala namn som baserar sig på ordet ”hampa”, exempelvis anger Sven Nilsson i sin bok Skandinavisk fauna från 1824 att hamptätting är ett småländskt namn för bofink. Flera av dessa dialektala namn som hamp-tätting, hamp-spink, hamp-fink och hamp-ticka anges dock i äldre källor som dialektala namn för hämpling.
Det vetenskapliga artepitetet coelebs är latin och betyder ’ungkarl’ och syftar på att honorna lämnar hanarna ensamma om vintern i fågelns norra utbredningsområde.

### Som burfågel
Bofinken klarar sig ganska bra i fångenskap och värderas på många ställen högt för sin sång. Som alla andra inom EU naturligt förekommande fågelarter är den emellertid fridlyst, och det är därför olagligt att insamla eller hålla bofinkar i fångenskap. Detta gäller levande såväl som döda exemplar, samt ägg.